# Pesquisa exploratória
Pesquisa exploratória é uma metodologia de pesquisa.

## Definição
A pesquisa exploratória é muito utilizada para realizar um estudo no qual o principal objetivo da pesquisa que será realizada, ou seja, familiarizar-se com o fenômeno que está sendo investigado, de modo que a pesquisa subsequente possa ser concebida com uma maior compreensão, entendimento e precisão. A pesquisa exploratória, que pode ser realizada através de diversas técnicas, geralmente com uma pequena amostra, permite ao pesquisador definir o seu problema de pesquisa e formular a sua hipótese com mais precisão, ela também lhe permite escolher as técnicas mais adequadas para suas pesquisas e decidir sobre as questões que mais necessitam de atenção e investigação detalhada, e pode alertá-lo devido a potenciais dificuldades, as sensibilidades e as áreas de resistência.
Uma pesquisa pode ser considerada de cunho exploratória, quando esta envolver levantamento bibliográfico, entrevistas com pessoas que tiveram, ou têm, experiências práticas com o problema pesquisado e análise de exemplos que estimulem a compreensão. As pesquisas exploratórias visam proporcionar uma visão geral de um determinado fato, do tipo aproximativo.
A pesquisa exploratória é realizada sobre um problema ou questão de pesquisa que geralmente são assuntos com pouco ou nenhum estudo anterior a seu respeito. O objetivo desse tipo de estudo é procurar padrões, ideias ou hipóteses. A ideia não é testar ou confirmar uma determinada hipótese, e sim realizar descobertas. As técnicas tipicamente utilizadas para a pesquisa exploratória são estudos de caso, observações ou análise históricas, e seus resultados fornecem geralmente dados qualitativos ou quantitativos. A pesquisa exploratória avaliará quais teorias ou conceitos existentes podem ser aplicados a um determinado problema ou se novas teorias e conceitos devem ser desenvolvidos.